# 크리스 쿠퍼
크리스토퍼 월턴 "크리스" 쿠퍼(크리스 쿠퍼, 영어: Christopher Walton Cooper, 1951년 7월 9일 ~ )는 미국의 배우이다. 쿠퍼는 1980년 말 연기 경력을 시작했다. 그는 드라마 영화 《아메리칸 뷰티》 (1999)를 시작으로 헐리우드 메이저 영화에 조연급으로 활약을 시작으로, NASA 엔지니어의 삶을 다룬 《옥토버 스카이》 (1999), 액션 스파이 영화 《본 아이덴티티》 (2002), 전기 스포츠 심리-드라마 스릴러 영화 《씨비스킷》 (2003), 전기 영화 《카포티》 (2005), 지정학적 스릴러 《시리아나》 (2005), 액션 스릴러 《킹덤》  (2007), 범죄 드라마 《타운》 (2010)와 뮤지컬 코미디 영화 《머펫 대소동》 (2011) 등에 출연하였다.
쿠퍼는 《어댑테이션》(2002)의 연기가 비평가들에 호평을 받아 미국 아카데미상과 골든 글로브상 남우조연상을 수상하였다. 그는 역사 정치 스릴러 《브리치》(2007)에서 주연의 FBI 훈련생들에게 존경과 선망의 대상의 FBI 요원 로버트 핸슨을 연기하였다. 2012년에는 정치 액션 스릴러 《컴퍼니 유 킵》와 《어메이징 스파이더맨》슈퍼 빌런 노먼 오스본을 연기했다. 그는 또한 훌루의 TV 미니시리즈 《11.22.63》(2016)에서 알 템플턴을 연기하였다.

## 사생활

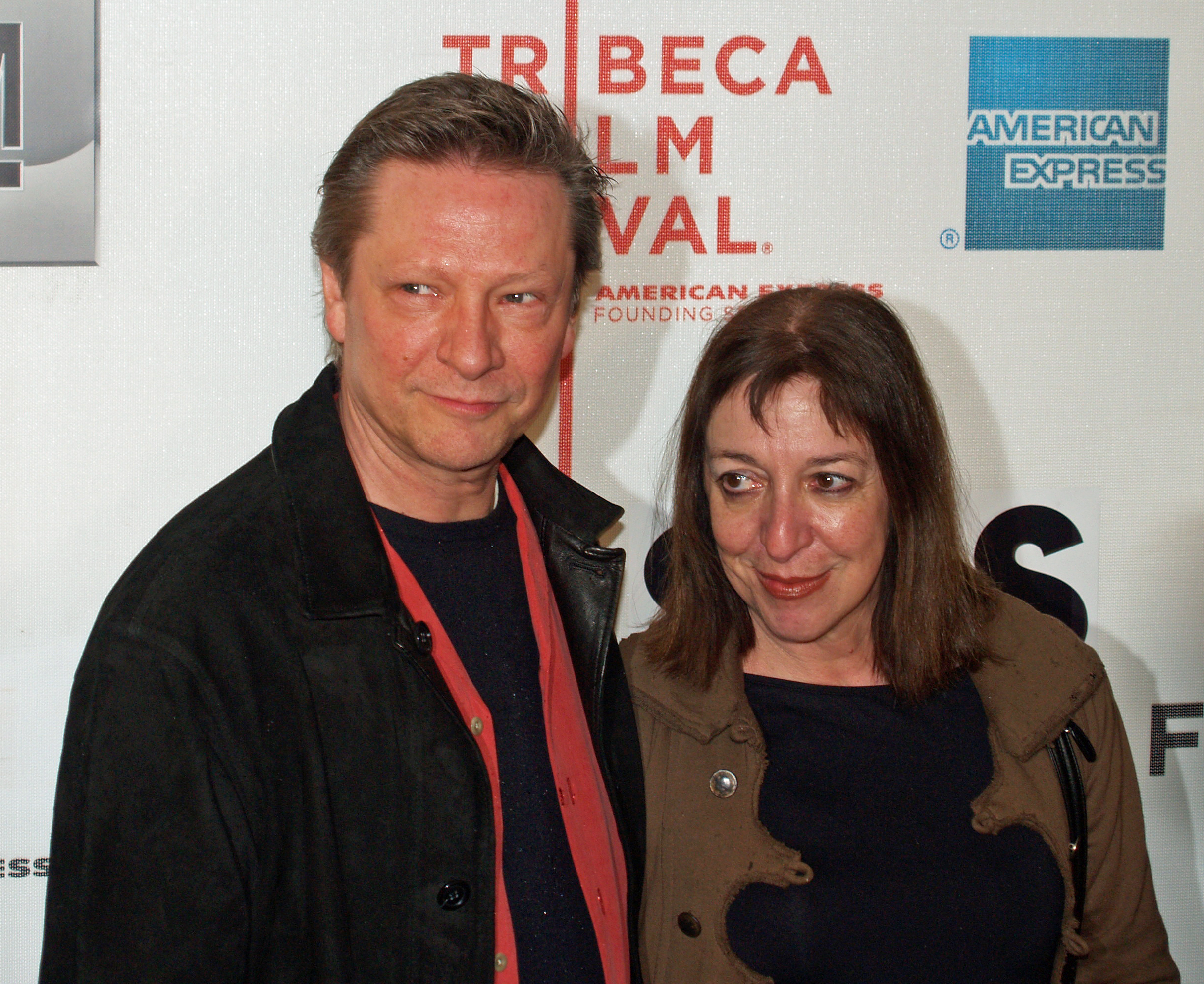
2007년 4월, 쿠퍼와 그의 아내 마리안느 리온 쿠퍼

쿠퍼는 현재 킹스턴, 매사추세츠 주에서 거주하고 있다. 그는 배우 마리안느 리온과 1983년에 결혼하였고, 1987년 그들은 아들 제시 러니어 쿠퍼를 출산하였다. 3개월 뒤, 그의 아들 제시는 뇌성 마비 판정을 받았고, 두 사람은 특별한 도움이 필요한 아들을 위해 학교를 수소문해 킹스턴으로 이동했다. 하지만 2005년 1월 3일, 제시는 간질로 인해 갑작스럽게 사망을 하였고, 쿠퍼는 하나뿐인 아이를 잃는 아픔을 겪었다. 그는 자신의 이름으로, 제시 쿠퍼 재단이라는 자선 단체를 만들었다.

## 출연 작품

### 영화
| 년도 | 제목                                      | 역할                  | 참고             |
| ---- | ----------------------------------------- | --------------------- | ---------------- |
| 1987 | 메이트원                                  | 조 킨한               |                  |
| 1991 | 비공개                                    | 래리 놀란             |                  |
| 1991 | 싸우전드 피스 오브 골드                   | 찰리                  |                  |
| 1991 | 꿈꾸는 도시                               | 리기스                |                  |
| 1993 | 이 소년의 삶                              | 로이                  |                  |
| 1995 | 파라오의 군대                             | 존 헐 앱스톤          |                  |
| 1995 | 머니 트레인                               | 토치                  |                  |
| 1996 | 보이스                                    | 존 베이커             |                  |
| 1996 | 론 스타                                   | 샘 디즈               |                  |
| 1996 | 어 타임 투 킬                             | 드웨인 포웰 루니 의원 |                  |
| 1997 | 브레스트맨                                | Dr. 윌리엄 라슨       |                  |
| 1998 | 위대한 유산                               | 조                    |                  |
| 1998 | 호스 위스퍼러                             | 프랭크 부커           |                  |
| 1999 | 더 24 아워 우먼                           | 론 핵스비             |                  |
| 1999 | 옥토버 스카이                             | 존 힉캠               |                  |
| 1999 | 아메리칸 뷰티                             | 프랭크 피츠 대령      |                  |
| 2000 | 미 마이셀프 앤드 아이린                   | Lt. 거크              |                  |
| 2000 | 패트리어트 - 늪 속의 여우                 | 코로넬 해리 버웰      |                  |
| 2002 | 인터스테이트                              | 밥 코디               |                  |
| 2002 | 본 아이덴티티                             | 알렉산더 콘클린       |                  |
| 2002 | 어댑테이션                                | 존 라로체             |                  |
| 2003 | 씨비스킷                                  | 톰 스미스             |                  |
| 2004 | 실버 시티                                 | 리차드 "디키" 필라거  |                  |
| 2004 | 본 슈프리머시                             | 알렉산더 콘클린       |                  |
| 2005 | 카포티                                    | 앨빈 드웨이           |                  |
| 2005 | 자헤드 - 그들만의 전쟁                    | Lt. Col. 카진스키     |                  |
| 2005 | 시리아나                                  | 지미 포피             |                  |
| 2007 | 브리치                                    | 로버트 핸슨           |                  |
| 2007 | 킹덤                                      | 그랜트 사익스         |                  |
| 2007 | 결혼 생활                                 | 해리 엘렌             |                  |
| 2009 | 뉴욕, 아이 러브 유                        | 알레스 시몬스         |                  |
| 2009 | 괴물들이 사는 나라                        | 더글라스 (더빙)       |                  |
| 2010 | 더 템피스트                               | 안토니오              |                  |
| 2010 | 컴퍼니 맨                                 | 필 우드워드           |                  |
| 2010 | 리멤버 미                                 | 네일 크레이그         |                  |
| 2010 | 아미고                                    | 코로넬 하다크레       |                  |
| 2010 | 타운                                      | 스티븐 맥레이         |                  |
| 2010 | Bloom: the Plight of Lake Champlain       | 내레이션              | 다큐멘터리       |
| 2011 | 머펫 대소동                               | 텍스 리치먼           |                  |
| 2012 | 컴퍼니 유 킵                              | 다니엘 슬론           |                  |
| 2012 | Bloom: the Emergence of Ecological Design | 내레이션              | 3부작 다큐멘터리 |
| 2013 | 어거스트 : 가족의 초상                    | 찰스 에이컨           |                  |
| 2014 | 어메이징 스파이더맨 2                     | 노먼 오스본           |                  |
| 2015 | 데몰리션                                  | 필                    |                  |
| 2017 | 라이브 바이 나이트                        |                       |                  |
| 2017 | 카 3: 새로운 도전                         | 스모키                |                  |
| 2019 | 작은 아씨들                               | 미스터 로렌스         |                  |
| 2019 | 뷰티풀 데이 인 더 네이버후드              | 제리 보겔             |                  |
| 2020 | 이리지스터블                              |                       |                  |

### 텔레비전
| 년도 | 제목                                    | 원제              | 역할                   | 참고                              |
| ---- | --------------------------------------- | ----------------- | ---------------------- | --------------------------------- |
| 1987 | 더 이퀄라이저                           |                   | 마이클                 | 에피소드: "The Rehearsal"         |
| 1988 | 아메리칸 플레이하우스                   |                   | 루이스 할라데이        | 에피소드: '"Journey Into Genius'" |
| 1988 | 마이애미 바이스                         |                   | 지미 야고비치          | 에피소드: '"Mirror Image'"        |
| 1989 | 머나먼 대서부                           |                   | 줄리 존슨              | 미니시리즈                        |
| 1990 | 라이프스토리즈                          |                   | Mr. 호킨스             | 에피소드: '"The Hawkins Family'"  |
| 1991 | 광대한 일광 속                          | In Broad Daylight | 윌리커                 | 텔레비전 영화                     |
| 1991 | 대로우                                  |                   | 유진 뎁스              | 텔레비전 영화                     |
| 1992 | 욕망의 대가                             | Bed of Lies       | 프린스 다니엘, 주니어. | 텔레비전 영화                     |
| 1992 | Ned Blessing: The True Story of My Life |                   | 안토니 블레씽          | 텔레비전 영화                     |
| 1994 | 원 멀 마운틴                            |                   | 제임스 리드            | 텔레비전 영화                     |
| 1996 | 로우 앤 오더                            |                   | 로이 페인              | 에피소드: "Blood Libel"           |
| 2003 | 마이 하우스 인 움브리아                 |                   | 토마스 리버스미스      |                                   |
| 2008 | 아메리칸 익스퍼린스                     |                   | 월트 휘트먼            | 다큐멘터리                        |
| 2016 | 11.22.63                                |                   | 알 템플턴              | 미니시리즈                        |

## 수상 및 후보
| 연도 | 상                                                     | 부문                                             | 결과 | 출연 작품               |
| ---- | ------------------------------------------------------ | ------------------------------------------------ | ---- | ----------------------- |
| 1996 | 인디펜던트 스피릿 어워드                               | 최우수 남우주연상                                | 후보 | 론 스타                 |
| 1999 | 온라인 영화 비평가협회                                 | 최우수 캐스팅상                                  | 수상 | 아메리칸 뷰티           |
| 1999 | 미국 배우 조합상                                       | 영화부분 최우수 캐스트 연기상                    | 후보 | 아메리칸 뷰티           |
| 1999 | 미국 배우 조합상                                       | 영화 부분 최우수 남우조연상                      | 후보 | 아메리칸 뷰티           |
| 2002 | 미국 아카데미상                                        | 최우수 남우주연상                                | 수상 | 어댑테이션              |
| 2002 | 크리틱스 초이스 영화상                                 | 최우수 남우조연상                                | 수상 | 어댑테이션              |
| 2002 | 달라스 포스워스영화 비평가협회                         | 최우수 남우조연상                                | 수상 | 어댑테이션              |
| 2002 | 플로리다 영화 비평가협회                               | 최우수 남우조연상                                | 수상 | 어댑테이션              |
| 2002 | 골든 글로브상                                          | 영화부분 최우수 남우조연상                       | 수상 | 어댑테이션              |
| 2002 | 캔사스 시티 영화 비평가협회                            | 최우수 남우조연상                                | 수상 | 어댑테이션              |
| 2002 | 로스 앤젤레스 영화 비평가협회                          | 최우수 남우조연상                                | 수상 | 어댑테이션              |
| 2002 | 내셔널 보드 오브 리뷰(전미 비평가 위원회)              | 최우수 남우조연상                                | 수상 | 어댑테이션              |
| 2002 | 샌 디에고 영화 비평가협회                              | 최우수 남우조연상                                | 수상 | 어댑테이션              |
| 2002 | 샌 프란시스코 영화 비평가협회                          | 최우수 남우조연상                                | 수상 | 어댑테이션              |
| 2002 | 토론토 영화 비평가협회                                 | 최우수 남우조연상                                | 수상 | 어댑테이션              |
| 2002 | 밴쿠버 영화 비평가협회                                 | 최우수 남우조연상                                | 수상 | 어댑테이션              |
| 2002 | 빌리지 보이스 필름 폴                                  | 최우수 남우조연상                                | 수상 | 어댑테이션              |
| 2002 | 워싱턴 D.C. 아레아 영화 비평가협회                     | 최우수 남우조연상                                | 수상 | 어댑테이션              |
| 2002 | 영국 아카데미상(BAFTA)                                 | 최우수 남우조연상                                | 후보 | 어댑테이션              |
| 2002 | 시카고 영화 비평가협회                                 | 최우수 남우조연상                                | 후보 | 어댑테이션              |
| 2002 | 내셔널 소사이어티 오브 필름 크리틱스(전미 비평가 협회) | 최우수 남우조연상                                | 후보 | 어댑테이션              |
| 2002 | 뉴욕 영화 비평가협회                                   | 최우수 남우조연상                                | 후보 | 어댑테이션              |
| 2002 | 온라인 영화 비평가협회                                 | 최우수 캐스트 연기상                             | 후보 | 어댑테이션              |
| 2002 | 온라인 영화 비평가협회                                 | 최우수 남우조연상                                | 후보 | 어댑테이션              |
| 2002 | 새틀라이트상                                           | 영화부분 최우수 남우조연상                       | 후보 | 어댑테이션              |
| 2002 | 미국 배우 조합상                                       | 영화부분 최우수 캐스트 연기상                    | 후보 | 어댑테이션              |
| 2002 | 미국 배우 조합상                                       | 영화부분 최우수 남우조연상                       | 후보 | 어댑테이션              |
| 2003 | 프라임타임 에미상                                      | 미니시리즈 & 영화부분 최우수 남우조연상          | 후보 | 마이 하우스 인 움브리아 |
| 2003 | 새틀라이트상                                           | 텔레비전 영화 & 미니시리즈부분 최우수 남우조연상 | 후보 | 마이 하우스 인 움브리아 |
| 2003 | 미국 배우 조합상                                       | 영화부분 최우수 캐스트 연기상                    | 후보 | 씨비스킷                |
| 2003 | 미국 배우 조합상                                       | 영화부분 최우수 남우조연상                       | 후보 | 씨비스킷                |
| 2003 | 새틀라이트상                                           | 영화부분 최우수 남우조연상                       | 후보 | 씨비스킷                |
| 2003 | 미국 배우 조합상                                       | 영화부분 최우수 캐스트 연기상                    | 후보 | 씨비스킷                |
| 2010 | 달라스 포스워스 영화 비평가협회                        | 최우수 남우조연상                                | 후보 | 컴퍼니 맨               |
| 2010 | 내셔널 보드 오브 리뷰(전미 비평가 위원회)              | 최우수 캐스팅 연기상                             | 수상 | 타운                    |
| 2010 | 워싱턴 D.C. 아레아 영화 비평가협회                     | 최우수 앙상블 연기상                             | 수상 | 타운                    |
| 2010 | 크리틱스 초이스 영화상                                 | 최우수 캐스팅 연기상                             | 후보 | 타운                    |
| 2013 | AARP 애뉴얼 무비 포 그로운업스 어워드                  | 최우수 남우조연상                                | 수상 | 어거스트 : 가족의 초상  |
| 2013 | 카프리, 헐리우드 국제 영화제                           | 카프리 앙상블 캐스팅상                           | 수상 | 어거스트 : 가족의 초상  |
| 2013 | 헐리우드 영화제                                        | 올해의 앙상블상                                  | 수상 | 어거스트 : 가족의 초상  |
| 2013 | 미국 배우 조합상                                       | 영화부분 최우수 캐스트 연기상                    | 후보 | 어거스트 : 가족의 초상  |